# جوزيف أوليفر باورز
جوزيف أوليفر باورز (بالإنجليزية: Joseph Oliver Bowers)‏ هو كاهن كاثوليكي دومينيكاوي، ولد في 28 مارس 1910 في دومينيكا، وتوفي في 5 نوفمبر 2012 في أكرا في غانا.